# Psychotria peekeliana
Psychotria peekeliana är en måreväxtart som beskrevs av Theodoric Valeton. Psychotria peekeliana ingår i släktet Psychotria och familjen måreväxter. Inga underarter finns listade i Catalogue of Life.